# Calumet Miners

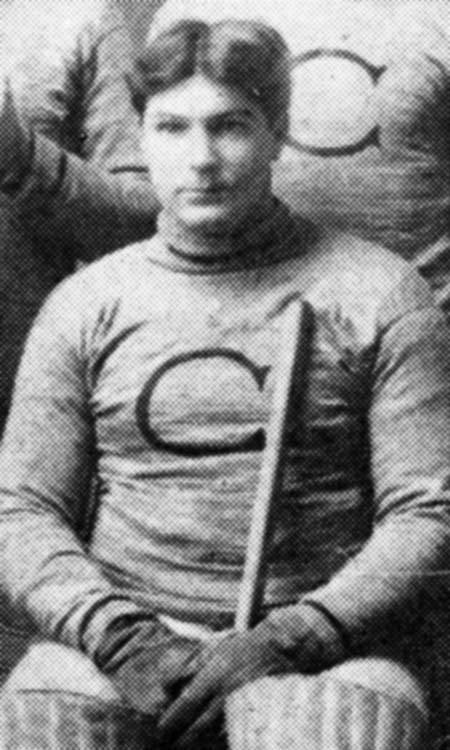
Målvakten Billy Nicholson med Calumet Miners säsongen 1904–05.

Calumets läge i Michigan.

Calumet Miners, även kallat Calumet-Laurium Miners och Calumet Wanderers, var ett amerikanskt professionellt ishockeylag i Calumet samt närbelägna Laurium i Houghton County i norra Michigan, verksamt i IPHL åren 1904–1907.

## Historia
Calumet Miners var ett av de fem lag som säsongen 1904–05 var med om att bilda International Professional Hockey League, IPHL, den första helprofessionella ishockeyligan i Nordamerika. De andra lagen var Portage Lakes Hockey Club och Michigan Soo Indians från Michigan, Pittsburgh Professionals från Pennsylvania samt Canadian Soo från Ontario.
Calumet Miners spelade sina hemmamatcher i Palestra, en isarena i Laurium med kapacitet för 4000 åskådare. Första säsongen i IPHL vann Calumet-Laurium Miners serien, fem poäng före Portage Lakes Hockey Club. Lagets stjärnspelare var Fred Strike och Ken Mallen som gjorde 44 respektive 38 mål på 24 matcher samt lagkaptenen Hod Stuart som från sin backposition gjorde 18 mål på 22 spelade matcher.
Säsongen 1905–06 tappade Miners Hod Stuart till Pittsburgh Professionals och tappade därmed också mark i tabellen. Då serien var färdigspelad hade laget samlat ihop 14 poäng på 24 matcher och slutade som nästjumbo. Tredje och sista säsongen i ligan slutade laget sist i tabellen med 17 inspelade poäng.
Då IPHL lades ner efter säsongen 1906–07 avvecklade även Calumet sitt proffslag.

## IPHL
M = Matcher, V = Vinster, F = Förluster, O = Oavgjorda, GM = Gjorda mål, IM = Insläppta mål, P = Poäng

### 1904–05
| Lag                      | M  | V  | F  | O | GM  | IM  | P  |
| ------------------------ | -- | -- | -- | - | --- | --- | -- |
| Calumet-Laurium Miners   | 24 | 18 | 5  | 1 | 131 | 75  | 37 |
| Houghton-Portage Lakes   | 24 | 15 | 7  | 2 | 98  | 81  | 32 |
| Michigan Soo Indians     | 24 | 10 | 13 | 1 | 81  | 79  | 21 |
| Pittsburgh Professionals | 24 | 8  | 15 | 1 | 82  | 114 | 17 |
| Canadian Soo             | 24 | 6  | 17 | 1 | 97  | 140 | 13 |

### 1905–06
| Lag                      | M  | V  | F  | O | GM  | IM  | P  |
| ------------------------ | -- | -- | -- | - | --- | --- | -- |
| Houghton-Portage Lakes   | 24 | 19 | 5  | 0 | 105 | 70  | 38 |
| Michigan Soo Indians     | 24 | 18 | 6  | 0 | 126 | 57  | 36 |
| Pittsburgh Professionals | 24 | 15 | 9  | 0 | 121 | 84  | 30 |
| Calumet Miners           | 24 | 7  | 17 | 0 | 48  | 108 | 14 |
| Canadian Soo             | 24 | 1  | 23 | 0 | 56  | 137 | 2  |

### 1906–07
| Lag                      | M  | V  | F  | O | GM  | IM  | P  |
| ------------------------ | -- | -- | -- | - | --- | --- | -- |
| Houghton-Portage Lakes   | 24 | 16 | 8  | 0 | 102 | 102 | 32 |
| Canadian Soo             | 24 | 13 | 11 | 0 | 124 | 123 | 26 |
| Pittsburgh Professionals | 25 | 12 | 12 | 1 | 94  | 82  | 25 |
| Michigan Soo Indians     | 24 | 11 | 13 | 0 | 103 | 88  | 22 |
| Calumet Wanderers        | 25 | 8  | 26 | 1 | 96  | 124 | 17 |

Tabeller från hockeyleaguehistory.com

## Spelare
| Namn                           | Födelsedatum & Ort                   | Position       | Säsonger  |
| ------------------------------ | ------------------------------------ | -------------- | --------- |
| Billy Nicholson                | 19 september 1878, Montreal, Quebec  | Målvakt        | 1904–1907 |
| William "Cooney" Shields       | 25 maj 1877, Guelph, Ontario         | Back           | 1904–1907 |
| Ken Mallen                     | 4 oktober 1884, Morrisburg, Ontario  | Rover          | 1904–1907 |
| Robert H. "Doctor" Scott       | 23 oktober 1881, Pembroke, Ontario   | Högerforward   | 1904–1907 |
| Hod Stuart                     | 20 februari 1879, Ottawa, Ontario    | Back           | 1904–1906 |
| Frederick Ernest "Fred" Strike | 9 december 1880, Montreal, Quebec    | Center         | 1904–1906 |
| Jimmy Gardner                  | 21 maj 1881, Montreal, Quebec        | Vänsterforward | 1904–1906 |
| Aeneas "Reddy" McMillan        | 20 juni 1881, Cornwall, Ontario      | Vänsterforward | 1904–05   |
| Clarence "Lal" Earls           | 21 februari 1883, Toronto, Ontario   | Back           | 1904–05   |
| McCabe                         |                                      |                | 1904–05   |
| Boyd Sylvester                 | 21 augusti 1884, Lindsay, Ontario    |                | 1904–05   |
| Edmund Decarie                 | 8 augusti 1883, Hawkesbury, Ontario  | Center         | 1905–1907 |
| Alfred "Cap" McDonald          | 17 september 1877, Mattawa, Ontario  | Back           | 1905–1907 |
| Con Corbeau                    | 8 maj 1885, Penetanguishene, Ontario | Back           | 1905–1907 |
| William "Harry" Bellefeuille   | 6 maj 1885, Petawawa, Ontario        |                | 1905–1907 |
| Lorne Campbell                 | 8 oktober 1879, Ottawa, Ontario      | Center         | 1905–06   |
| Jim Mallen                     | 25 maj 1881, Morrisburg, Ontario     | Center         | 1905–06   |
| Larson                         |                                      |                | 1905–06   |
| Joe Linder                     | 12 augusti 1886, Hancock, Michigan   | Back           | 1905–06   |
| Melford Milne                  | 25 december 1883, Chelsea, Quebec    | Back           | 1905–06   |
| Theophile "Tuff" Bellefeuille  | 23 augusti 1880, Petawawa, Ontario   | Back           | 1906–07   |
| Bert Morrison                  | 10 januari 1880, Toronto, Ontario    | Rover          | 1906–07   |

Källor: Society for International Hockey Research på sihrhockey.org, samt The Origins and Development of the International Hockey League and its effect on the Sport of Professional Ice Hockey in North America av Daniel S. Mason.